# Henry Kenny
Henry Kenny (* 7. September 1913; † 25. September 1975) war ein irischer Politiker und saß von 1954 bis zu seinem Tod im Dáil Éireann, dem Unterhaus des irischen Parlaments.
Kenny wurde 1954 für die Fine Gael im Wahlkreis Mayo South in den 15. Dáil Éireann gewählt. Ab den Wahlen 1969 trat er im Wahlkreis Mayo West an. Während des 20. Dáil war Kenny vom 14. März 1973 bis zu seinem Tod der parlamentarische Sekretär des Finanzministers.
Bei den aus seinem Tod resultierenden Nachwahlen wurde sein Sohn Enda Kenny in den Dáil Éireann gewählt.